# Lucida Sans Unicode
A digitális tipográfiában a Bigelow & Holmes Inc. cég Lucida Sans Unicode OpenType betűképet azért tervezték, hogy támogassa a 2.0-s Unicode szabványt. Egyébként a Lucida család egyik változata.
A legújabb Windows operációs rendszerek már tartalmazzák ezt a betűképet.

## Egyéb ismertebb Unicode betűképek
- Code2000,
- Arial Unicode MS
- a Free Software Foundation betűképei.

## Lásd még
- Betűképek listája